# Прінсбург (Міннесота)
Прінсбург (англ. Prinsburg) — місто (англ. city) в США, в окрузі Кендійогі штату Міннесота. Населення — 520 осіб (2020).

## Географія
Прінсбург розташований за координатами 44°56′5″ пн. ш. 95°11′13″ зх. д. / 44.93472° пн. ш. 95.18694° зх. д. (44.934830, -95.186917).  За даними Бюро перепису населення США в 2010 році місто мало площу 2,59 км², уся площа — суходіл.

## Демографія
Згідно з переписом 2010 року, у місті мешкало 497 осіб у 207 домогосподарствах у складі 142 родин. Густота населення становила 192 особи/км².  Було 216 помешкань (83/км²).
Расовий склад населення:
| - 97,4 % — білих - 1,2 % — чорних або афроамериканців - 0,4 % — азіатів |

До двох чи більше рас належало 0,4 %. Частка іспаномовних становила 1,2 % від усіх жителів.
За віковим діапазоном населення розподілялося таким чином: 25,8 % — особи молодші 18 років, 49,3 % — особи у віці 18—64 років, 24,9 % — особи у віці 65 років та старші. Медіана віку мешканця становила 42,1 року. На 100 осіб жіночої статі у місті припадало 96,4 чоловіків;  на 100 жінок у віці від 18 років та старших — 90,2 чоловіків також старших 18 років.
Середній дохід на одне домашнє господарство  становив 71 179 доларів США (медіана — 61 719), а середній дохід на одну сім'ю — 85 160 доларів (медіана — 71 042). Медіана доходів становила 52 031 долар для чоловіків та 30 125 доларів для жінок. За межею бідності перебувало 8,1 % осіб, у тому числі 14,8 % дітей у віці до 18 років та 7,7 % осіб у віці 65 років та старших.
Цивільне працевлаштоване населення становило 243 особи. Основні галузі зайнятості: освіта, охорона здоров'я та соціальна допомога — 36,6 %, будівництво — 9,1 %, оптова торгівля — 8,6 %, фінанси, страхування та нерухомість — 8,2 %.